# Donald Petrie
Donald Mark Petrie (* 2. dubna 1954, New York, Spojené státy americké) je americký filmový režisér. Jedná se o syna režiséra Daniela Petrieho. Svůj režijní debut si odbyl v detektivním seriálu The Equalizer v roce 1985. Od té doby režíroval filmy jako Dej si pohov, kámoši (1993), Sám doma a bohatý (1994), Spiklenci (1996), Slečna Drsňák (2000), Jak ztratit kluka v 10 dnech (2003), Starosti pana starosty (2004), Můj život v ruinách (2009) a další.